# Most w Świecku

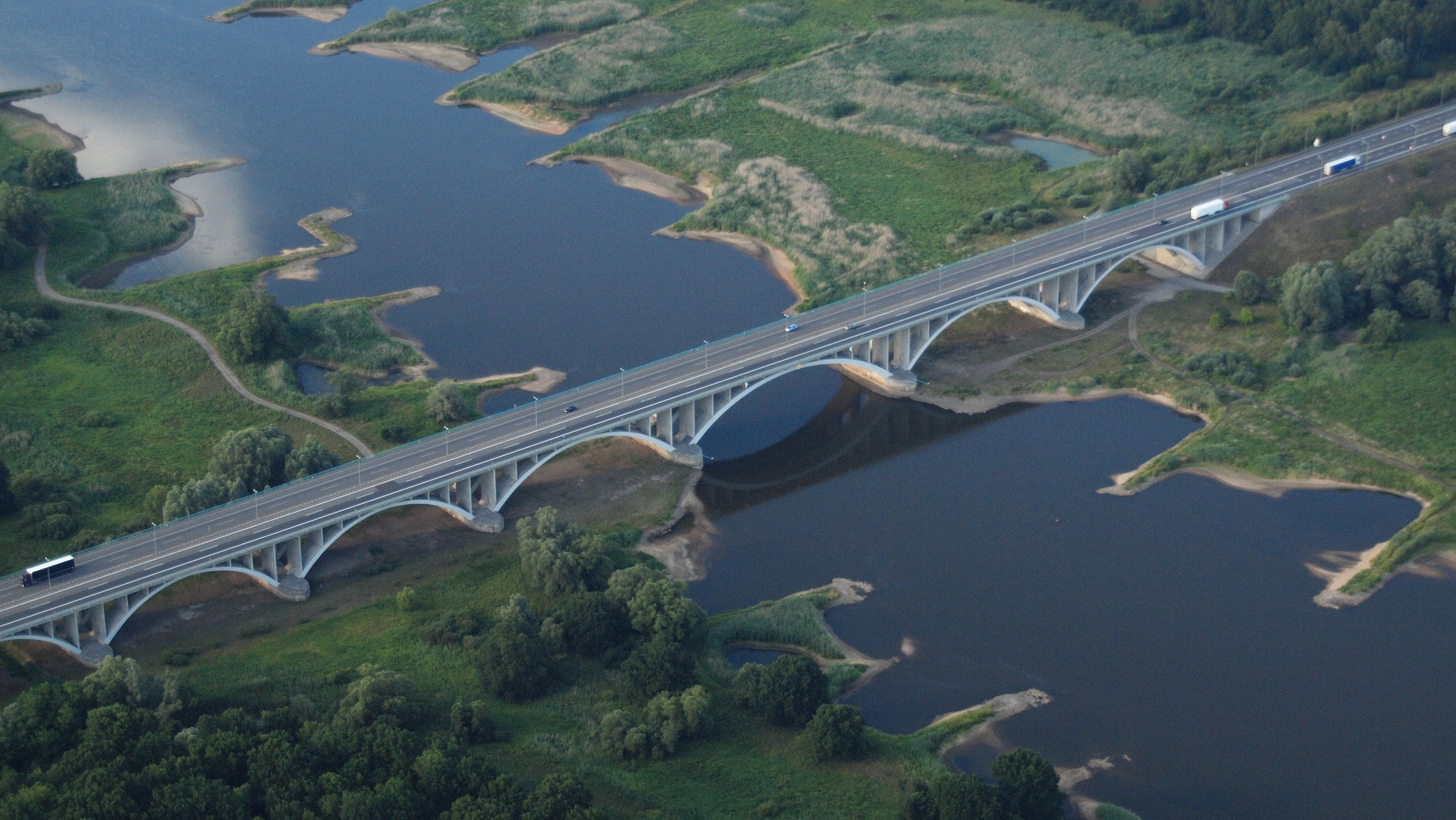
Zdjęcie lotnicze mostu

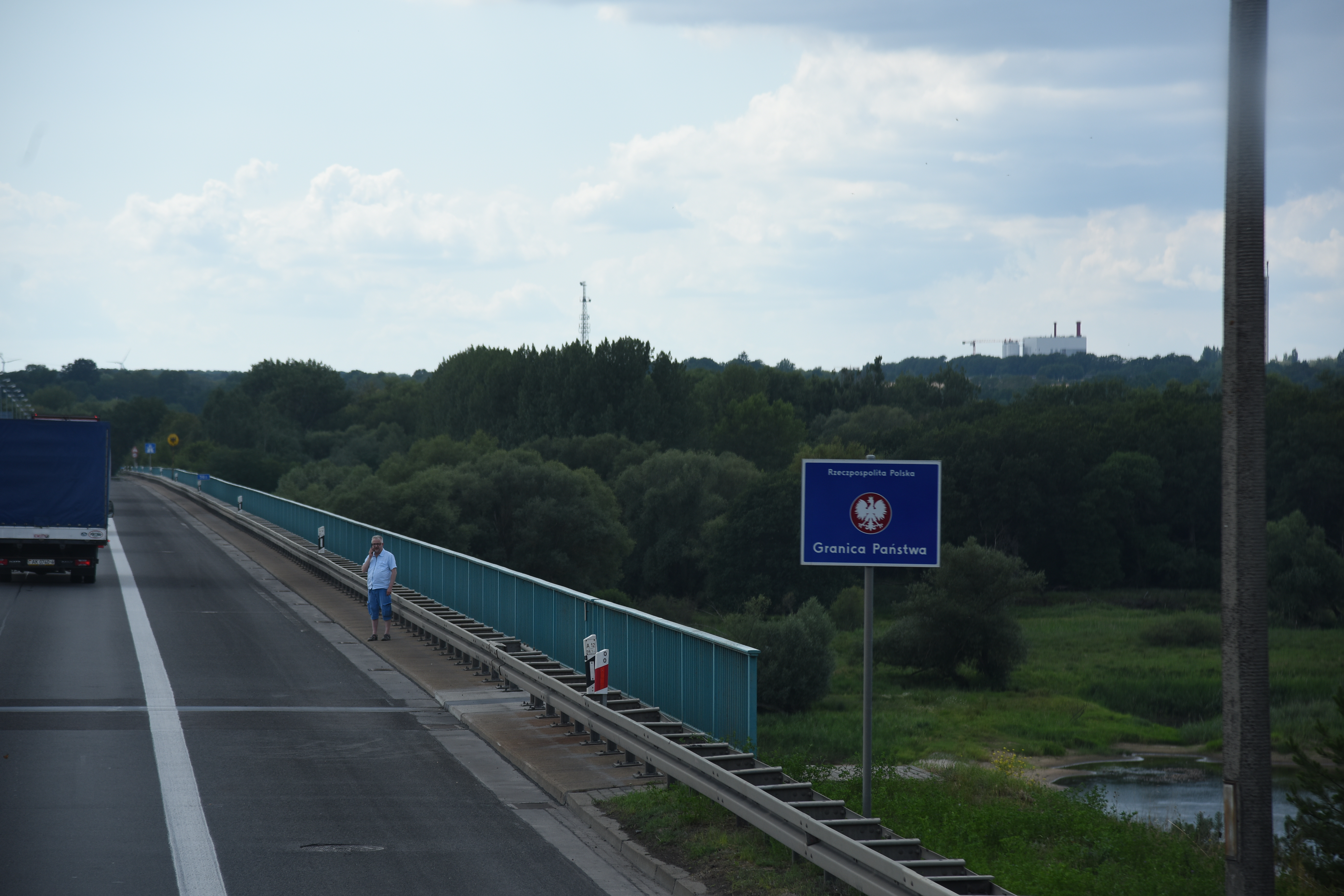
Wjazd na most po polskiej stronie. Widoczne słupki prowadzące stanowią odpowiednio punkt początkowy polskiej drogi nr 2 (pikietaż 0 km 0 m) oraz końcowy niemieckiej autostrady A12 (pikietaż 58,1 km)

Most w Świecku (niem. Oderbrücke Frankfurt) – graniczny most drogowy przez rzekę Odrę w okolicy wsi Świecko. Most łączy polską drogę krajową nr 2 (łącznik z autostradą A2) z niemiecką autostradą A12, które należą do trasy europejskiej E30.
Na moście znajdowało się dawne polsko-niemieckie drogowe przejście graniczne (Świecko – Frankfurt nad Odrą).
W latach 1953–1957 wybudowano wieloprzęsłowy most łukowy o długości około 570 m. Do połowy lat 80. obiekt znajdował się w ciągu międzynarodowej drogi E8. W latach 1994–1995 wybudowano nowy most na północ od starego (odbywa się nim ruch w kierunku Berlina), a następnie stary most zmodernizowano i oddano do użytku w grudniu 1997 roku. Nowy most ma parametry techniczne identyczne jak stary.
Prace mostowe wykonała spółka utworzona przez niemiecką firmę Philipp Holzmann i Dromex.
Most znajduje się pod administracją Republiki Federalnej Niemiec. Najdłuższe przęsło ma długość 92,47 m.